# Tocancipá
Tocancipá ist eine Gemeinde (municipio) im Departamento Cundinamarca in Kolumbien, die zur Metropolregion Bogotá gehört. Tocancipá ist für die Motorsport-Rennstrecke Autódromo Internacional de Tocancipá und den Freizeitpark Parque Jaime Duque bekannt.

## Geografie
Tocancipá liegt in Cundinamarca, in der Provinz Sabana Centro, ungefähr 47 km von Bogotá entfernt auf einer Höhe von 2605 m ü. NN und hat eine Durchschnittstemperatur von 16 °C. Die Gemeinde grenzt im Norden an Gachancipá und Zipaquirá, im Westen an Cajicá und Zipaquirá, im Osten an Gachancipá und Guatavita und im Süden an Guasca und Sopó.

## Bevölkerung
Die Gemeinde Tocancipá hat 35.439 Einwohner, von denen 15.297 im städtischen Teil (cabecera municipal) der Gemeinde leben (Stand: 2019).

## Geschichte
Tocancipá wurde offiziell 1593 von Miguel de Ibarra für die Spanier gegründet, um die in der Region lebenden Indigenen besser kontrollieren zu können.

## Wirtschaft
Tocancipá ist ein Zentrum der industriellen Entwicklung im Norden der Sabana de Bogotá. In Tocancipá findet sich eine Brauerei von Bavaria und eine Brauerei der Bogotá Beer Company.

## Tourismus

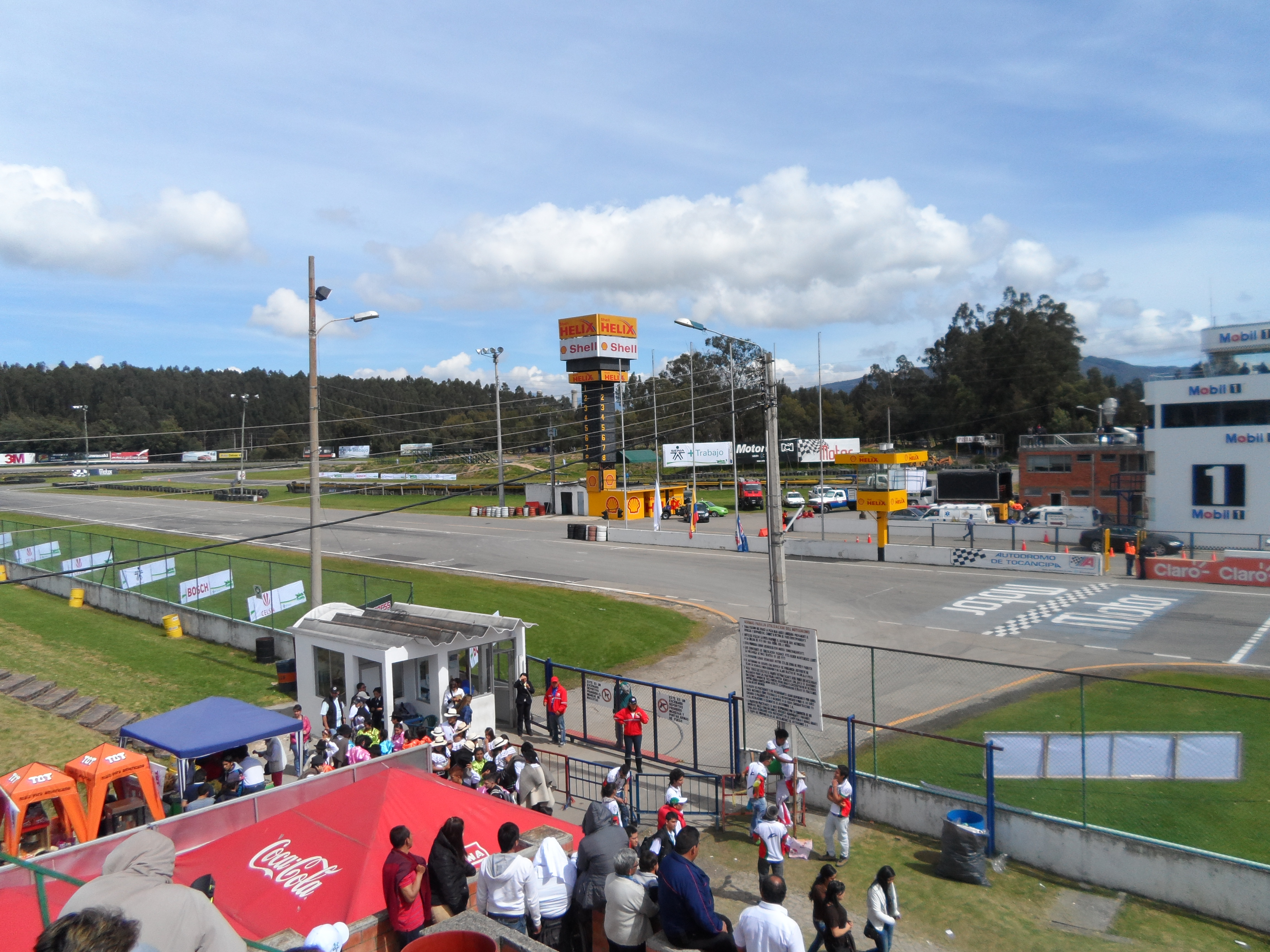
Autódromo Internacional de Tocancipá
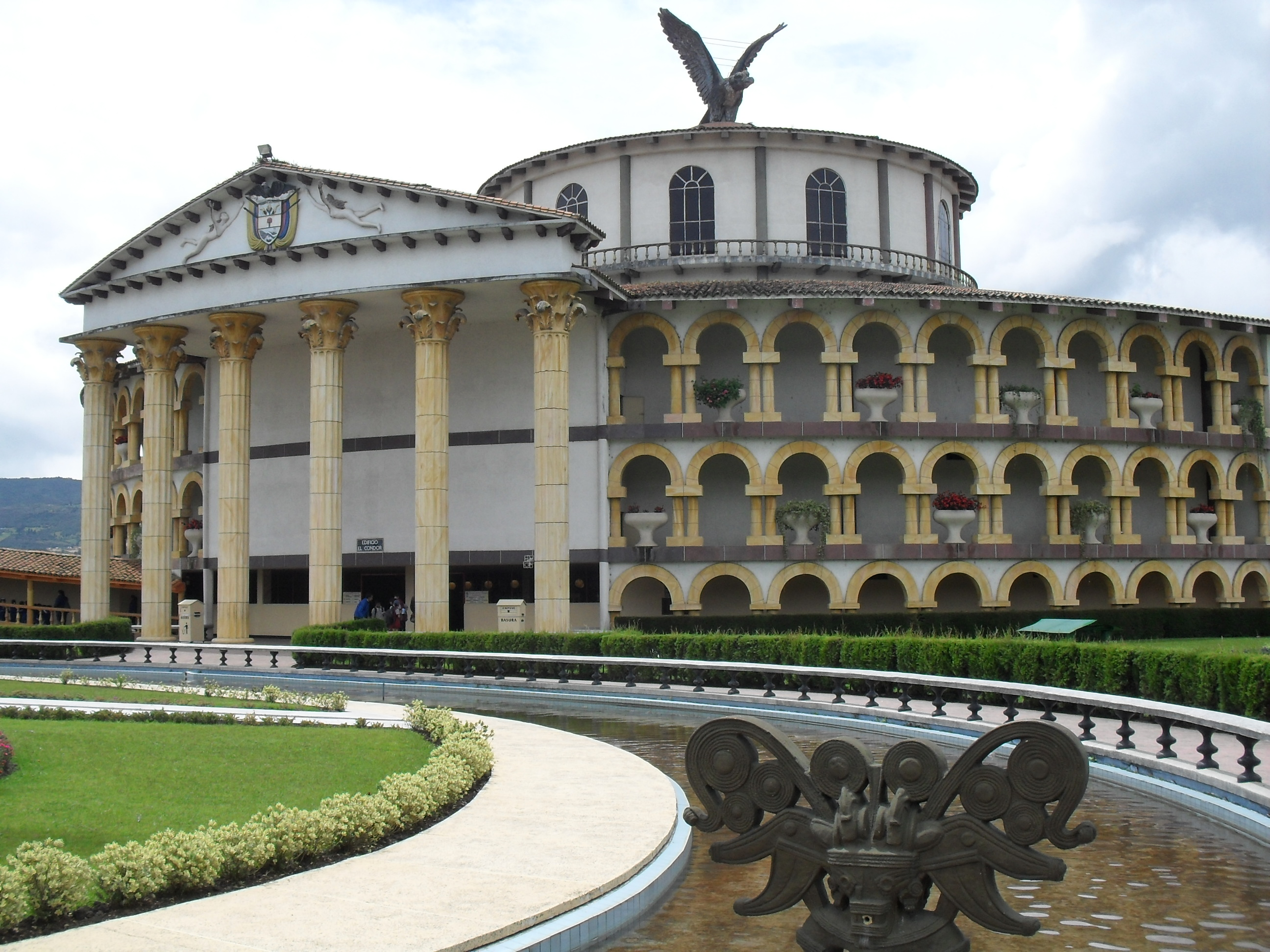
Eingang zum Parque Jaime Duque
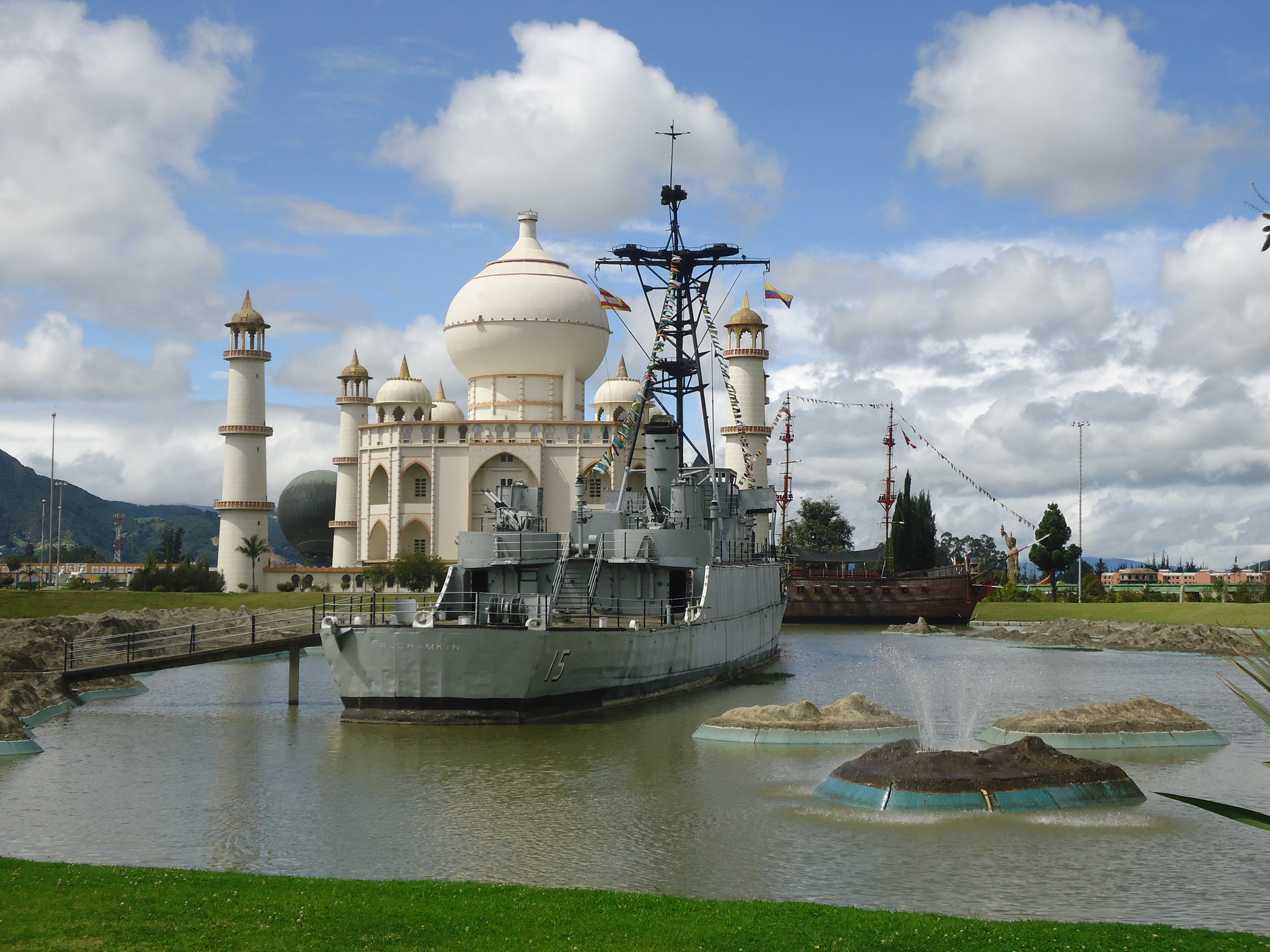
Parque Jaime Duque
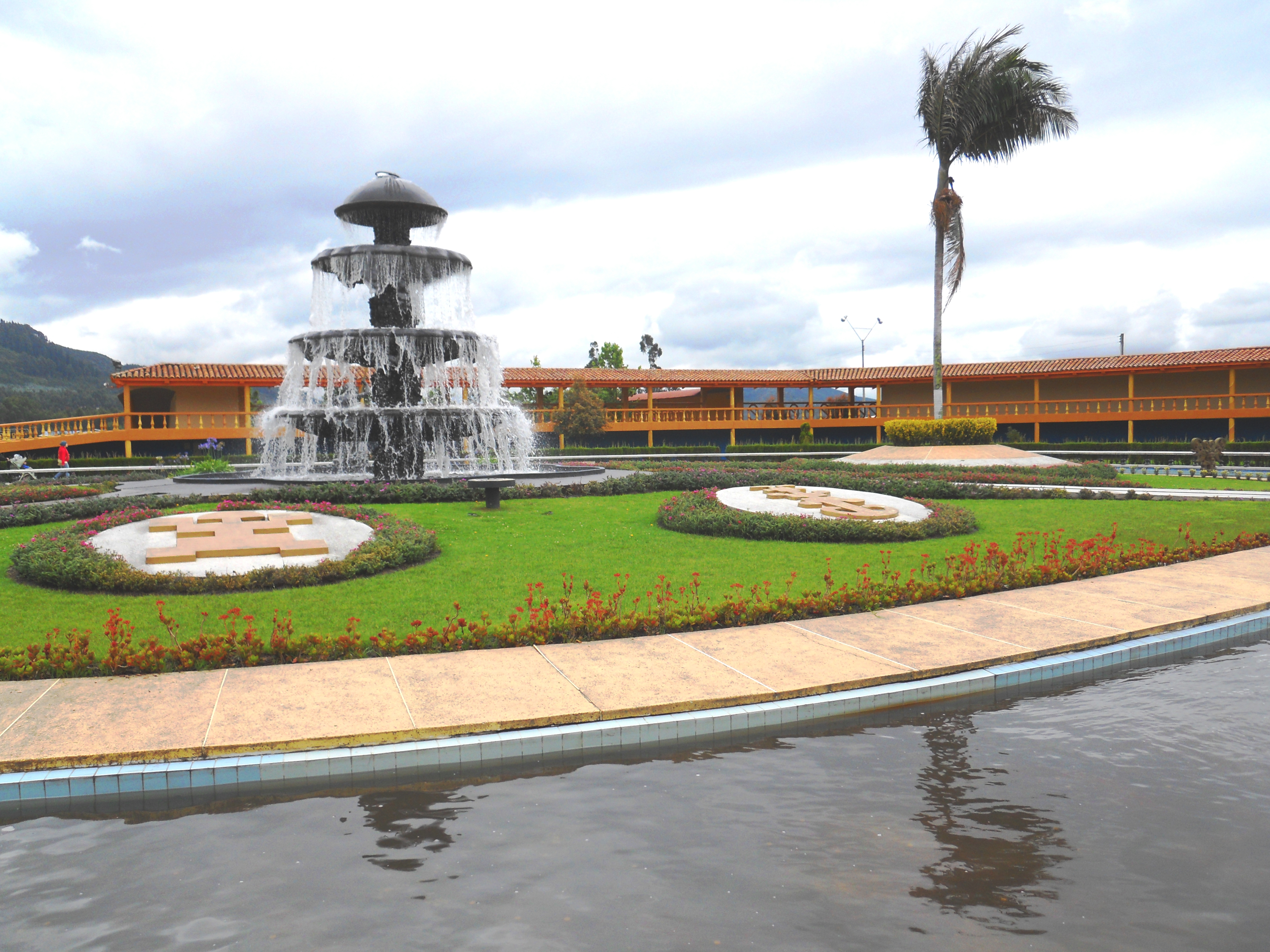
Brunnen im Parque Jaime Duque
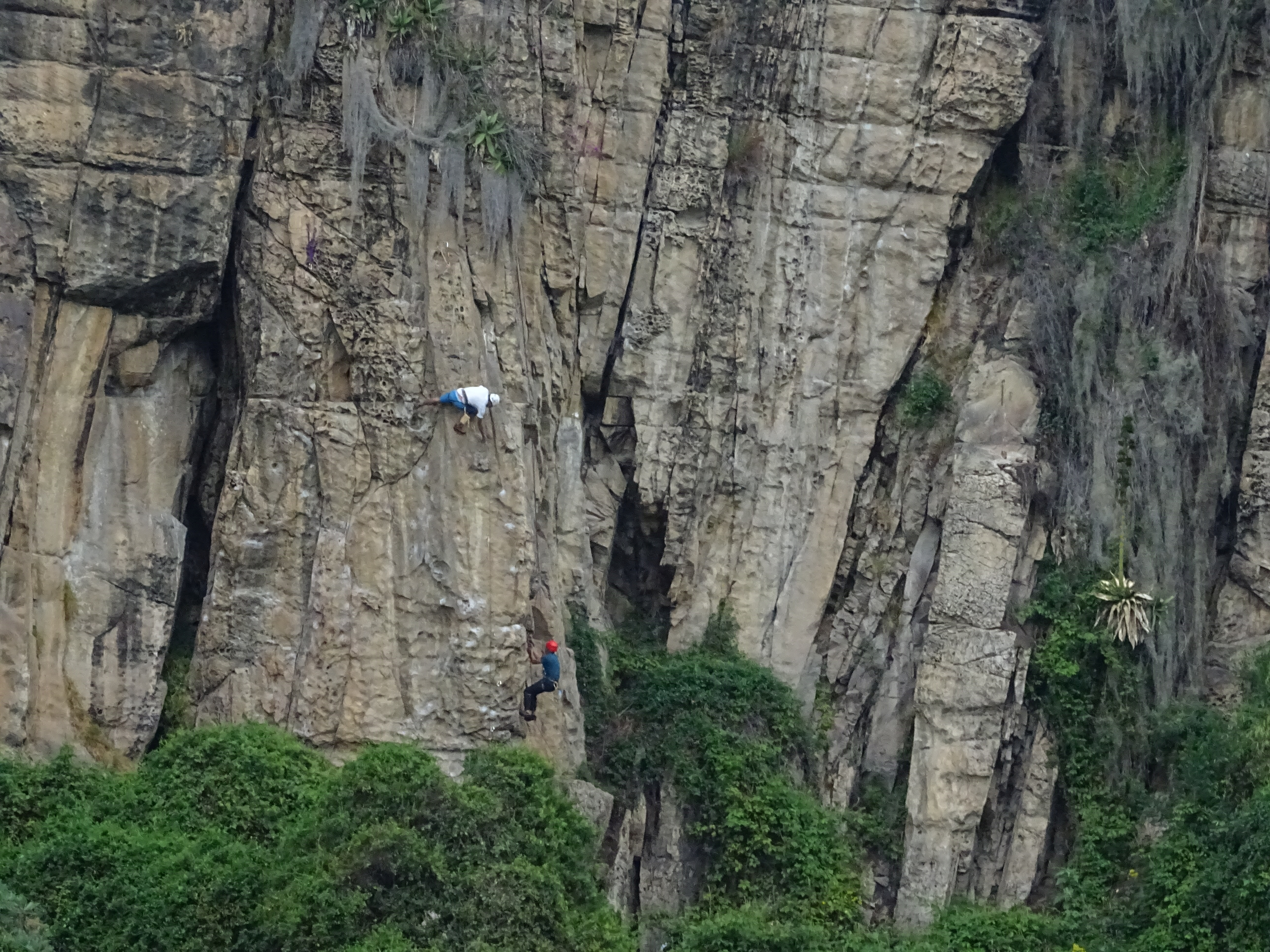
Klettern an den Rocas del Abra

Tocancipá verfügt über einige touristisch interessante Punkte. Im Ortskern wurde der ehemalige Bahnhof von Tocancipá restauriert und beherbergt heute ein Kulturzentrum. In der Umgebung findet sich die wichtigste kolumbianische Motorsport-Rennstrecke, der Autódromo Internacional de Tocancipá, und der wichtigste kolumbianische Freizeitpark, der 1983 eröffnete Parque Jaime Duque. Zudem finden sich landschaftliche Attraktionen wie Gesteinsformationen (Piedras de Sevilla und Rocas del Abra), ein Wasserfall im Verlauf des Bachs Quebrada Honda und der ökologischen Wanderweg Camino del gone. Im Tocancipá befindet sich das Luftfahrtmuseum Museo Aeroespacial Colombiano der kolumbianischen Luftwaffe.

## Söhne und Töchter der Stadt
- José Crispiano Clavijo Méndez (* 1951), römisch-katholischer Bischof von Sincelejo